# HKU Antun Sorgg, Vajska
Hrvatska kulturna udruga Antun Sorgg je udruga Hrvata iz Vajske, Vojvodina, Republika Srbija.
Osnovana je 16. srpnja 2017. godine. Na skupštini za predsjednika je izabran Mladen Šimić,  jedan od osnivača HKUPD-a Dukat iz Vajske 2002. godine.
Osnovana je radi očuvanja tradicije, običaja i govora šokačkih Hrvata u Vojvodini. Preteča osnivanju udruge je organizacija Šokačke veceri u Bačkim dvorima na jezeru Provali veljače 2017. godine, nakon čega se rodila zamisao o neophodnosti osnivanje udruge hrvatskog predznaka radi hrvatskog naroda koji živi u Vajskoj da bi im nasljednici znali tko su im bili djedovi i bake i odakle vode porijeklo. Zamisao organiziranja te večeri potekla je od Daria Bošnjaka, Dalibora Šebića i Mladena Šimića, koji su i osnivači HKU Antun Sorgg. U organizaciji Šokačke večeri pomogli su HNV i DSHV.
Ne planiraju imati folklornu ili tamburašku sekciju jer za to treba dosta sredstava, pa su odlučili više se baviti organizacijom događanja. U organizaciji HKU Antun Sorgg slavi se Zavjetno zavičajni dan. Udruga planira urediti na mjesnom groblju zapušteni grob svećenika Antuna Sorgga. Planiraju organizirati okupljanje Hrvata koji su živjeli u Vajskoj, a koji su se iselili u inozemstvo.